# شارل-ویکتور پروو، ویکنت دارلنکور
شارل-ویکتور پروو، ویکنت دارلنکور (به فرانسوی: Charles-Victor Prévost, vicomte d'Arlincourt) رمان‌نویس، شاعر و نویسنده قرن هجدهم میلادی اهل فرانسه است.